# Halowe Mistrzostwa Świata w Lekkoatletyce 1987 – bieg na 1500 m kobiet
Bieg na 1500 metrów kobiet – jedna z konkurencji biegowych rozgrywanych podczas halowych mistrzostw świata w hali Hoosier Dome w Indianapolis. Rozegrano od razu bieg finałowy 8 marca 1987. Zwyciężyła reprezentantka Rumunii Doina Melinte. Tytułu zdobytego na światowych igrzyskach halowych w 1985 nie broniła Elly van Hulst z Holandii.

## Rezultaty

### Finał
Wystartowało 10 biegaczek.

Opracowano na podstawie materiału źródłowego.
| Miejsce | Zawodniczka       | Czas    | Uwagi       |
| ------- | ----------------- | ------- | ----------- |
| 1       | Doina Melinte     | 4:05,68 | CR          |
| 2       | Tetiana Samolenko | 4:07,08 | [ 1 ]       |
| 3       | Swietłana Kitowa  | 4:07,59 | [ 1 ]       |
| 4       | Mitica Junghiatu  | 4:08,49 |             |
| 5       | Kirsty Wade       | 4:08,91 |             |
| 6       | Sandra Gasser     | 4:09,89 |             |
| 7       | Darlene Beckford  | 4:13,64 |             |
| 8       | Nikolina Szterewa | 4:18,16 |             |
| 9       | Cristina Girón    | 4:56,98 | [ 1 ] [ 2 ] |
| –       | Ivana Walterová   | DNF     |             |